# Heinrich Kienberger
Heinrich Kienberger (* 18. Dezember 1934 in Steyr; † 1. August 2018 in Innsbruck) war ein österreichischer Jurist, Verwaltungsbeamter und Verfassungsrichter. Kienberger war von 1987 bis 1995 Mitglied des österreichischen Verfassungsgerichtshofs.

## Werdegang
Heinrich Kienberger wurde am 18. Dezember 1934 in der oberösterreichischen Stadt Steyr geboren. Das Studium der Rechtswissenschaften absolvierte er an der Universität Innsbruck. Dort wurde er noch vor Studienabschluss ab dem Jahr 1956 als wissenschaftliche Hilfskraft am Institut für Politik und öffentliches Recht eingesetzt und promovierte 1957 zum Doktor der Rechte (Dr. iur.). Im Anschluss absolvierte Kienberger 1958/59 die Gerichtspraxis und trat 1959 als Verwaltungsjurist in den Landesdienst beim Amt der Tiroler Landesregierung ein. 1975 wurde Heinrich Kienberger als Nachfolger von Andreas Saxer Vorstand der legistischen Abteilung bzw. des Verfassungsdiensts des Amts der Tiroler Landesregierung, 1982 Vorstand der Gruppe Präsidium. Im Rahmen seiner Tätigkeit in Spitzenpositionen der Tiroler Landesverwaltung trug Heinrich Kienberger den Amtstitel Hofrat.
Mit 5. Juni 1987 wurde Heinrich Kienberger auf Vorschlag des Bundesrats von Bundespräsident Kurt Waldheim zum Mitglied des Verfassungsgerichtshofs ernannt. Auch in diesem Amt folgte er seinem Tiroler Landsmann Andreas Saxer nach. Ab 1988 bis zu seinem Ausscheiden aus dem VfGH am 31. Oktober 1995 war Kienberger als einer der gewählten ständigen Referenten des Gerichtshofs tätig.

## Schriften
- Index der Gesetze und Verordnungen für die Gemeinden Tirols. Amt der Tiroler Landesregierung, Abteilung 1b, Innsbruck 1971.
- mit Irmgard Kathrein, Richard Schober: Parlamentarismus in Tirol. Historische Einführung und die Landesgesetzgebung (= Veröffentlichungen des Tiroler Landesarchivs, Band 6). Univ.-Verl. Wagner, Innsbruck 1988, ISBN 3-7030-0198-4.
- Das Gemeindegut als Verfassungsproblem. Ein verfassungswidriger Rechtszustand als Folge der Aufrechterhaltung einer gesetzlosen Eigentumsentziehung? LexisNexis, Wien 2018, ISBN 978-3-7007-7203-3.